# Buttons (film 1915)
Buttons è un cortometraggio muto del 1915 diretto da George Pearson.

## Produzione
Il film fu prodotto dalla G.B. Samuelson Productions.

## Distribuzione
Distribuito dalla Moss, il film - un cortometraggio in due bobine - uscì nelle sale cinematografiche britanniche nell'aprile 1915.